# Championnats du monde d'escalade de 2027
Navigation
Séoul 2025
Les Championnats du monde d'escalade 2027, vingtième édition des Championnats du monde d'escalade, auront en 2027 à Brno, en Tchéquie.

## Organisation
Le 11 avril 2025, l’Assemblée générale de la Fédération internationale d'escalade préfère la candidature de Brno (53,25 %), à celle de Pékin.
La compétition aura lieu à l’Arena Brno, une enceinte de 13.000 places dont la livraison est prévue en 2026.